# Amfiteatr w Płocku
Amfiteatr w Płocku – amfiteatr położony w niszy osuwiskowej skarpy wiślanej w Płocku. Pierwotne dzieło trzech płockich architektów Czesława Korgula (główny architekt), Ignacego Bladowskiego oraz Henryka Sęczykowskiego. Powstał w latach 60. XX wieku. Projekt został wykonany społecznie, podobnie jak wszystkie inne prace związane z obiektem. Generalnego wykonawstwa podjęło się Płockie Przedsiębiorstwo Robót Mostowych (Mostostal Płock) przy czynnym udziale innych zakładów pracy oraz młodzieży. Oddany obiekt o pojemności około 3 000 widzów wkomponował się w wiślaną skarpę i przez prawie 40 lat służył mieszkańcom miasta. 

## Rozbudowa
Na początku XXI wieku pojawił się pomysł zrekonstruowania starej i zniszczonej konstrukcji. Spośród kilku projektów wybrany został pomysł Wojciecha Ryżyńskiego oraz Henryka Nowackiego. Ostatecznie zmodernizowany, a właściwie zbudowany od podstaw, nowy płocki amfiteatr, z widownią podzieloną na 14 sektorów i posiadają 3503 miejsca, był gotowy do oddania do użytku na wiosnę 2007 roku. Jednak wykonana już w czasie trwania budowy analiza ekspercka wykazała, że pylony utrzymujące dach konstrukcji są zbyt słabe i całość może grozić zawaleniem. Zawiadomiony o tym powiatowy inspektor nadzoru budowlanego wstrzymał budowę. Dodatkowa ekspertyza potwierdziła te wnioski. Skutkowało to koniecznością wzmocnienia m.in. pylonów konstrukcji. Budowa płockiego amfiteatru zakończyła się 16 czerwca 2008 r.